# Międzynarodowy Konkurs Młodych Skrzypków w Lublinie
Międzynarodowy Konkurs Młodych Skrzypków im. Karola Lipińskiego i Henryka Wieniawskiego w Lublinie – odbywa się stale co trzy lata w dwóch grupach wiekowych: młodszej i starszej.
We wrześniu 2015 roku odbyła się XIII edycja konkursu a kolejna XIV edycja we wrześniuu 2018 r.
Konkurs Młodych Skrzypków uznawany jest przez znanych skrzypków i pedagogów muzycznych za jeden z największych tego typu muzycznych konkursów młodzieżowych na świecie. Sekretarz Generalny Europejskiej Unii Muzycznych Konkursów Młodzieżowych Eckhart Rohlfs a także Prezydent Rotary International William Bill Boyd byli Gośćmi Honorowymi X Jubileuszowej edycji Konkursu w 2007 r. Członkowie Rotary Club wspierają pracę Towarzystwa im. Wieniawskiego, pomagają przy organizacji Konkursu oraz  znajdują środki na jego finansowanie.

## Historia
W marcu 1967 roku odbył się po raz pierwszy w Lublinie tzw. Mały Konkurs im. Henryka Wieniawskiego dla uczniów ognisk i szkół muzycznych. W następnej edycji w listopadzie 1970 organizator Towarzystwo im. Henryka Wieniawskiego rozszerzył zasięg konkursu na ogólnopolski. W I Ogólnopolskim Festiwalu Młodych Skrzypków wzięło udział 72 uczniów. W 1973 odbył się II Ogólnopolski Festiwal Młodych Skrzypków z ponad 100 uczestnikami z Polski e także z Węgier (Debreczyn), ZSRR (Brześć i Łuck) i NRD (Weimar). W 1978 roku Festiwal Młodych Skrzypków odbył się po raz trzeci a w jego nazwę wpisano słowo ogólnopolski oraz ograniczono tylko do krajowych uczestników. W 1976 po raz pierwszy odbył się Konkurs Młodych Skrzypków a od edycji w 1979 oficjalnie zainicjowano Międzynarodowy Konkurs Młodych Skrzypków.
W jubileuszowym X Międzynarodowym Konkursie Młodych Skrzypków im. Karola Lipińskiego i Henryka Wieniawskiego, który odbył się w dniach od 14 do 22 września 2006 roku uczestniczyło 119 młodych wiolinistów, reprezentujących 29 państw: Australię, Austrię, Belgię, Białoruś, Bułgarię, Chiny, Chorwację, Czechy, Estonię, Hiszpanię, Holandię, Izrael, Japonię, Kanadę, Kazachstan, Koreę Pd., Litwę, Meksyk, Niemcy, Norwegię, Polskę, Rosję, Tajwan, Ukrainę, Serbię, USA, Węgry, Wielką Brytanię i Włochy.

### I Konkurs – 1979
Laureaci – grupa młodsza
- I nagroda – Gabriel Croitoru (Bukareszt), II nagroda – Leland Chen (Londyn), III nagroda – Bogdan Bobocea (Bukareszt), IV nagroda – Elżbieta Głąb (Lublin), V nagroda – Robert Kabara (Przemyśl)

Laureaci – grupa starsza
- I nagroda – Siergiej Tiesla (Nowosybirsk), II nagroda – Lothar Strauß (Berlin), III nagroda – Mircea Călin (Bukareszt), IV nagroda – Pyry Mikkola (Helsinki), IV nagroda – Jelena Malcewa (Moskwa)

Jury
- Irena Dubiska[3] – przewodnicząca, Klaus Assmann, Zenon Brzewski, Petyr Christoskow, Anatolij Kisielow, Stanisław Lewandowski, Lazar Marjanović, Luigi Mostaci, Yfrah Neuman, Oskar Ruppel, Werner Scholz, Xavier Turull, Eugenia Umińska

### II Konkurs – 1982
Laureaci grupa młodsza
- I nagroda – Wadim Riepin (Nowosybirsk), II nagroda – ex aequo: Katrin Scholz (Berlin) i Ruxandra Simionescu (Bukareszt), III nagroda – ex aequo: Bogdan Bobocea (Bukareszt) i Adam Taubic (Katowice), IV nagroda – ex aequo: Władimir Sklariewski (Nowosybirsk) i Antje Weithaas (Drezno), V nagroda – ex aequo: Akiko Hasegawa (Kanagawa) i Christina Odajlewa (Płowdiw)

Laureaci grupa starsza
- I nagroda – nie przyznano, II nagroda – Dorota Siuda (Zielona Góra), III nagroda – Conrad Muck (Drezno), IV nagroda – Beata Warykiewicz (Katowice)

Jury
- Irena Dubiska – przew. honorowy, Zenon Brzewski – przewodniczący, Klaus Assmann, Petyr Christoskow, Ștefan Gheorghiu, Stanisław Lewandowski, Lazar Marjanović, Oskar Ruppel, Mirosław Rusin, Werner Scholz, Roman Totenberg, Xavier Turull, Yoshio Unno, Edward Zienkowski

### III Konkurs – 1985
Laureaci grupa młodsza
- I nagroda – ex aequo: Maksim Wiengierow (Nowosybirsk) i Huang Bin (Pekin), II nagroda – ex aequo: Irina Szewlakowa (Gorkowo) i Weselin Panteleew (Sofia), III nagroda – Pawieł Berman (Moskwa), IV nagroda – Monika Jarecka (Bydgoszcz), IV nagroda – Siergiej Kryłow (Moskwa)

Laureaci grupa starsza
I nagroda – ex aequo: Wang Xiaodong (Szanghaj) i Antje Weithaas (Berlin)
II nagroda – Wang Zhengrong (Pekin)
III nagroda – ex aequo: Zhang Le (Szanghaj) i Dorota Anderszewska (Warszawa)
IV nagroda – ex aequo: Warti Manuelan (Płowdiw) i Tim Vogler (Berlin)
Jury
- Irena Dubiska – przew.honorowa, Zenon Brzewski – przewodniczący, Zachar Bron, Petyr Christoskow, Dan Cumpătă, Michael Frischenschlager, Ryūtarō Iwabuchi, Stanisław Lewandowski, Lazar Marjanović, Robert Masters, Oskar Ruppel, Werner Scholz, Roman Totenberg, Xavier Turull, Edward Zienkowski, Wu Zuqing, Renato de Barbieri, Friedrich von Hausegger

### IV Konkurs – 1988
Laureaci grupa młodsza
- I nagroda – Bartłomiej Nizioł (Poznań), II nagroda – ex aequo: Natalija Priszczepienko (Nowosybirsk) i Axel Strauss (Neustadt), III nagroda – ex aequo: Natalja Korsakowa (Moskwa) i Nikolaj Madojan (Erywań), IV nagroda – Xie Nan (Kanton)

V nagroda – ex aequo: Mariko Aikawa (Kobe) i Nikolaus Boewer (Berlin)
Laureaci grupa starsza
I nagroda – Monika Jarecka (Bydgoszcz), II nagroda – ex aequo: Dalia Stulgytė (Wilno) i Qing Zheng (Szanghaj), III nagroda – nie przyznano, IV nagroda – Jin Hui (Pekin), V nagroda – ex aequo: Arkadij Gutnikow (Leningrad) i Ekaterina Popowa (Burgas)
Jury
- Zenon Brzewski – przewodniczący, Wladimir Awramow, Dan Cumpătă, Franco Fisch, Michael Frischenschlager, Ryūtarō Iwabuchi, Jadwiga Kaliszewska, Roman Lasocki, Wolfgang Marschner, Robert Masters, Mirosław Rusin, Werner Scholz, Zbigniew Szlezer, Roman Totenberg, Xavier Turull, Iwona Wojciechowska, Zhang Shixiang, Edward Zienkowski

### V Konkurs – 1991
Laureaci grupa młodsza
- I nagroda – Li Chuan Yun (Hongkong), II nagroda – ex aequo: Natsuko Yoshimoto (Cobham) i Elina Vähälä (Lahti), III nagroda – ex aequo: Ilja Konowałow (Nowosybirsk) i Daishin Kashimoto (Lubeka), IV nagroda – ex aequo: Maria Nowak (Poznań) i Igor Malinowski (Swierdłowsk), V nagroda – ex aequo: Eriko Shimizu i Patrycja Szymańska (Warszawa)

Laureaci grupa starsza
- I nagroda – Denis Goldfield (Lubeka), II nagroda – ex aequo: Piotr Pławner (Łódź) i Ewa Pyrek (Kraków), III nagroda – Dominika Falger (Lublin), IV nagroda – Sebastian Gugała (Łódź), V nagroda – Cecilia Gómez

Jury
- Zenon Brzewski – przewodniczący, Zachar Bron, Antoni Cofalik, Jurgis Dvarionas, Franciszek Falger, Mauricio Fuks, Marianne Granvig, Fritz Handschke, Ryūtarō Iwabuchi, Marine Iaszwili, Lin Yaoji, Jadwiga Kaliszewska, Roman Lasocki, Wojciech Maliński, Zenon Płoszaj, Christopher Rowland, Werner Scholz, Krzysztof Węgrzyn, Edward Zienkowski

### VI Konkurs – 1994
Laureaci grupa młodsza
- I nagroda – ex aequo: Julia Park (Nowy Jork) i Kirill Troussov (Lubeka), II nagroda – ex aequo: Annette von Hehn (Lubeka) i Piotr Kwaśny (Kraków), III nagroda – ex aequo: Kōta Nagahara (Hiroszima) i Anton Sorokow (Wiedeń), IV nagroda – Li Zhisheng (Szanghaj), V nagroda – Natan Dondalski (Olsztyn)

Laureaci grupa starsza
- I nagroda – nie przyznano, II nagroda – Corina Belcea (Combham), III nagroda – ex aequo: Aszot Sarkisjan (Erywań) i Lin Wei-Ping (Wiedeń), IV nagroda – Linus Roth (Ertingen), V nagroda – Patrycja Szymańska (Warszawa)

Jury
- Wanda Wiłkomirska – przewodnicząca, Zachar Bron, Antoni Cofalik, Heinz Dinter, Jens Ellermann, Franciszek Falger, Franco Fisch, Ryūtarō Iwabuchi, Krzysztof Jakowicz, Hyo Kang, Petru Munteanu, Dora Schwarzberg, Robert Szreder, Roman Totenberg, Paul Urstein, Iwona Wojciechowska, Krzysztof Węgrzyn, Zhang Shixiang, Edward Zienkowski, Mirosław Ławrynowicz, Ivan Štraus

### VII Konkurs – 1997
Laureaci grupa młodsza
- I nagroda – ex aequo: Ilja Gringolc (Petersburg), Erik Schumann (Lubeka) i Sayaka Shōji (Tokio), II nagroda – Susie Park (Sydney), III nagroda – Miho Saegusa (Martins Ville), IV nagroda ex aequo: Matan Giwol (Tel Awiw) i Janusz Wawrowski (Konin), V nagroda – Fanny Clamagirand (Paryż)

Laureaci grupa starsza
- I nagroda – Keisuke Okazaki (Nagasaki), II nagroda – Vera Martínez Mehner (Madryt), III nagroda – Patrycja Piekutowska (Warszawa), IV nagroda – ex aequo: Chen Gu (Szanghaj) i Ge Song (Szanghaj), V nagroda – Klaudia Szlachta (Dębica)

Jury
- Roman Totenberg – przew. honorowy, Edward Zienkowski – przewodniczący, Zbigniew Bargielski, Zachar Bron, Antoni Cofalik, Franciszek Falger, Tadeusz Gadzina, Ryūtarō Iwabuchi, Julia Jakimowicz-Jakowicz, Henryk Keszkowski, Min Kim, Roman Lasocki, Nawa Milo, Oleg Szulpiakow, Michael Stricharz, Robert Szreder, Zhang Shixiang, Paweł Łosakiewicz

### VIII Konkurs – 2000
Laureaci grupa młodsza
- I nagroda – nie przyznano, II nagroda – Mayu Kishima (Japonia), III nagroda – Ilian Garnet (Mołdawia), IV nagroda – Yoon Yeo-young (Korea Płd.), V nagroda – Xi Cheng (Chiny)

Laureaci grupa starsza
- I nagroda – Jana Novakova (Czechy), II nagroda – ex aequo: Huang Mengla (Chiny) i Wei Wen (Chiny), III nagroda – nie przyznano, IV nagroda – Jarosław Nadrzycki (Polska), V nagroda – Alissa Margulis (Niemcy)

Jury
- Konstanty Andrzej Kulka – przew. honorowy, Roman Lasocki – przewodniczący, Zakhar Bron – I wiceprzewodniczący, Tadeusz Gadzina – wiceprzewodniczący, Franciszek Falger, Ryūtarō Iwabuchi, Min Kim, Yair Kless, Nava Milo, Zenon Płoszaj, Michael Stricharz, Robert Szreder, Eduard Wulfson, Lin Yaoji, Zhang Shixiang, Massimo de Bonfils, Mirosław Ławrynowicz

### IX Konkurs – 2003
Laureaci grupa młodsza
- I nagroda – Chen Jiafeng (Chiny), II nagroda – Bonneton Charlotte (Francja), III nagroda – ex aequo: Hong Ui-youn (Korea Płd.) i Park Hye-yoon (Korea Płd.), IV nagroda – Jara Justyna (Polska), V nagroda – Kim Yee-won (Korea Płd.)

Laureaci grupa starsza
- I nagroda – Wiaczesław Szestigłazow (Rosja), II nagroda – Song Yoon-shin (Korea Płd.), III nagroda – Machowska Maria (Polska), IV nagroda – Choi Chi-ung (Korea Płd.), V nagroda – Artiom Sziszkow (Białoruś)

Jury
- prof. Roman Totenberg – przew. honorowy, Roman Lasocki – przewodniczący, Zakhar Bron – wiceprzewodniczący, Tadeusz Gadzina, Michał Grabarczyk, Ryūtarō Iwabuchi, Min Kim, Yair Kless, Paweł Puczek, Sergiu Schwartz, Michael Stricharz, Robert Szreder, Zhang Shixiang, Mirosław Ławrynowicz

### X Konkurs – 2006
Laureaci grupa młodsza
- I nagroda – ex aequo: Yumi Arata (Japonia) i Esther Yoo (USA), II nagroda – ex aequo: Matsumoto Hiroka (Japonia) i Huang Sirena (USA), III nagroda – ex aequo: Shinohara Yuna (Japonia), Terauchi Shiori (Japonia) i Shuai Shi (Japonia), IV nagroda – Julija Kopyłowa (Rosja), V nagroda – ex aequo: Otsuka Yurina (Japonia) i Liepe Nikolas (Niemcy), wyróżnienie – Julita Smoleń (Polska) i Małgorzata Wasiucionek (Polska)

Laureaci grupa starsza
- I nagroda – ex aequo: Ui Youn Hong (Korea Płd.), Alexandr Sorokov (Austria) i Stefan Tarara (Niemcy), II nagroda – ex aequo: Justyna Jara (Polska), Xiang Yu (Chiny) i Kamila Wąsik (Polska), III nagroda – ex aequo: Nitzan Baratana (Izrael) i Wang Jiajing (Chiny / Australia), IV nagroda – nie przyznano, V nagroda – ex aequo: Alma Gorriaz (Hiszpania) i Joanna Konarzewska (Polska)

Jury
- Zakhar Bron – przewodniczący, Roman Lasocki – wiceprzewodniczący, Tadeusz Gadzina – wiceprzewodniczący, Izabela Ceglińska, Jewgienij Durnowo, Michał Grabarczyk, Aleksiej Gwozdiew, Dusen Kaseinow, Leonid Kerbel, Min Kim, Yair Kless, Goran Koncar, Stanisław Moryto, Sergiu Schwartz, Michael Stricharz, Akiko Tatsumi, Wanda Wiłkomirska, Yun Sung-won, Zhang Shixiang

### XI Konkurs – 2009
Laureaci grupa młodsza
- I nagroda ex aequo – Mindy Chen (USA) i Mone Hattori (Japonia), II nagroda ex aequo – Mizuki Chiba (Japonia), Elvin Hoxha (Azerbejdżan) i Sherniyaz Mussakhan (Kazachstan), III nagroda – Ann Hou Saeter (Norwegia),

Laureaci grupa starsza
- I nagroda – Marianna Wasiljewa (Rosja), II nagroda – Niklas Liepe (Niemcy), Arsenis Selalmazidis (Grecja) i Anita Wąsik (Polska), III nagroda – Irina Pak (Rosja) i Andriej Rozendent (Rosja)

Jury
- Zakhar Bron – przewodniczący, Roman Lasocki – wiceprzewodniczący, Tadeusz Gadzina – wiceprzewodniczący, Bartosz Bryła, Jewgienij Durnowo, Aleksiej Gwozdiew, Dusen Kaseinow, Konstanty Andrzej Kulka, Florian Leonhard, Stanisław Moryto, Michael Stricharz, Akiko Tatsumi, Yun Sung-won, Zhang Shixiang, Eva Zurbrügg, Bill van der Sloot

### XII Konkurs – 2012
Laureaci grupa młodsza
I nagroda – Ellinor D'Melon Moraguez (Jamajka), II nagroda – Elena Kawazu (Japonia), III nagroda ex aequo – Antoni Ingielewicz (Polska) i Emilia Jarocka (Polska)
Laureaci grupa starsza
I nagroda – Toki Yuna (Japonia), II nagroda ex aequo – Anna Malesza (Polska) i Elina Sitnikawa (Białoruś), III nagroda ex aequo – Simon Wiener (Szwajcaria), Artem Naumow (Rosja) i Mateusz Makuch (Polska),
Jury
- Zakhar Bron – przewodniczący, Roman Lasocki – wiceprzewodniczący, Marcin Baranowski, Bartosz Bryła, Antoni Cofalik, Evgeny Durnovo, Dominika Falger, Andrzej Gębski, Yair Kless, Konstanty Andrzej Kulka, Maurizio Sciarretta, Michael Stricharz, Dima Tkaczenko, Aleksandr Trostianski, Eva Zurbrügg

### XIII Konkurs – 2015
Laureaci – Grupa młodsza (do 18 lat)
I nagroda ex aequo – Eugene Kawai (Japonia), Elea Nicke (Szwajcaria) oraz Ines Issel Burzyńska (Hiszpania/Polska)
II nagroda – Paloma So Chin Cham (Kanada/Chiny), III nagroda – Nao Mizukoshi (Japonia),
Laureaci – Grupa starsza (do 23 lat)
I nagroda ex aequo – Elli Choi (USA) i Ewa Rabczewska (Ukraina), II nagroda – nie przyznano, III nagroda – Kyoto Ogawa (Japonia)
Jury
- Zakhar Bron – przewodniczący, Roman Lasocki – wiceprzewodniczący, Marcin Baranowski, Bartosz Bryła, Dominika Falger, Andrzej Gębski, Yair Kless, Szymon Krzeszowiec, Patrycja Piekutowska, Maurizio Sciarretta, Akiko Tatsumi, Dima Tkaczenko, Aleksandr Trostianski, Yun Sung-won, Qian Zhou